# Totora (gemeente)
Totora is een gemeente (municipio) in de Boliviaanse provincie Carrasco in het departement Cochabamba. De gemeente telt naar schatting 16.791 inwoners (2018). De hoofdplaats is Totora.